# Engadiner Torte
Engadiner Torte (česky engadinský dort) je vícevrstvý dort kruhového tvaru z křehkého těsta, máslového krému a „florentinské“ hmoty. Dort má svůj původ ve městě Pontresina ve švýcarském regionu Engadin (kanton Graubünden), kde jej ve 30. letech 20. století vytvořil cukrář Oscar Kochendörfer. Originál dortu je aktuálně vyráběn ve třech hmotnostech a to 650g (ø 20cm), 1100g a 1300g (oba s ø 24cm).
Základem dortu jsou tři tenké placky upečené z tzv. křehkého těsta. Těsto obsahující mouku, cukr, máslo, vejce, mleté lískové ořechy, sůl, skořici, vanilku a citronovou kůru se vyválí na tloušťku asi 3 mm. Z něj se vykrojí tři kruhové placky, které se pomocí vidličky perforují a upečou. Po vychladnutí je na první z nich nanesen máslový krém. Ten musí být uhlazen do roviny. Následuje prostřední placka, opět máslový krém a poslední placka, která dort uzavře. Prostřední placka může mít stejný průměr jako ostatní dvě nebo o něco menší, aby měl pak hotový dort na řezu zajímavější vzhled. Máslovým krémem je dort natřen i z vrchu a také po obvodu, který je navíc posypán krokantem zaoblujícím jeho chuť. 
Máslový krém se skládá z másla a mandlové hmoty, které se spolu vyšlehají do pěny. Pak je přimíchána pálenka Kirsch a vanilkový krém. Základem vanilkového krému je mléko (případně voda ve snaze prodloužit trvanlivost), cukr, vejce (žloutky), kukuřičný škrob, hladká mouka, sůl, citronová kůra a vanilka. Hotový máslový krém se míchá tak dlouho, dokud není krásně hladký. Použití pálenky v krému nezlepšuje jen chuť, ale i trvanlivost dortu. Oproti dortům jako je Zuger Kirschtorte je ale množství použité pálenky podstatně menší. 
Poslední vrstvou, která se na vychlazený dort umístí, je florentinská hmota. Ta se získá tak, že se společně povaří smetana, máslo, med a cukr a do tohoto roztoku se přimíchají plátky mandlí, piniová semínka, rozinky (korintky), kandovaná pomerančová a citronová kůra. Tato směs se pak upeče v troubě. Po vychladnutí se umístí na dort, který se dá na 2–3 hodiny vychladit a spojit do lednice. 
Před servírováním se dort na vrchu posype moučkovým cukrem a to tak, že se na dort položí papírový kruh, který je vystřižen v průměru asi o 5–6 cm menší než je průměr dortu. Díky tomu vznikne po obvodu dortu bílý prstenec. 
Máslo bývá při výrobě dortu někdy částečně nahrazováno margarínem.

## Konzumace
Dort chutná nejlépe čerstvý, ale v lednici může být uchováván až 14 dní. Bývá konzumován jako dezert nebo jako svačinka k čaji či kávě. Je populární také jako sladký suvenýr z regionu Engadin nebo jako vánoční dárek. K dispozici je nejen v cukrárnách, ale i ve vybraných hotelích a restauracích regionu Engadin. Je možné si jej objednat také přes internet a to i mimo Švýcarsko. Jeho cena bez dopravy se pohybuje okolo 25-40CHF.